# Alicja Popiel
Alicja Popiel – polska dziennikarka.

## Życiorys
Ukończyła studia na Uniwersytecie Jagiellońskim. W 1994 związała się z Telewizją Polską. Podjęła pracę w TVP3 Kraków, gdzie objęła funkcje redaktora prowadzącego, wydawcy, prezenterki. W stacji została prowadzącą audycję informacyjną Kronika. W TVP Info została prezenterką audycji Raport z Polski. W 2016 podjęła prowadzenie audycji Ktokolwiek widział, ktokolwiek wie, emitowanego na antenie TVP1, a w 2018 przeniesionego do TVP3. Od 28 grudnia 2023 do 25 stycznia 2024 pełniła stanowisko p.o. dyrektora TVP3 Kraków.

## Wyróżnienia
- Nagroda „Ostre Pióro” przyznana przez Business Centre Club (2007)[7]
- III nagroda w kategorii „Najlepsza relacja reporterska” XV edycji Przeglądu i Konkursu Twórczości Dziennikarskiej Oddziałów Terenowych TVP (2008)[8]
- II nagroda w kategorii „Najlepszy prezenter” XVI edycji Przeglądu i Konkursu Twórczości Dziennikarskiej Oddziałów Terenowych TVP; za relacje Ogłoszenie beatyfikacji Jana Pawła II oraz Wielka Orkiestra Świątecznej Pomocy (2010)[9]
- Wyróżnienie w kategorii „Autor najlepszej relacji reporterskiej” XVII edycji Przeglądu i Konkursu Twórczości Dziennikarskiej Oddziałów Terenowych TVP; za relacje Ogłoszenie beatyfikacji Jana Pawła II oraz Wielka Orkiestra Świątecznej Pomocy (2011)[10]
- Nagroda Phil Epistemoni („Przyjacielowi Nauki”) przyznana przez Kolegium Rektorów Szkół Wyższych Krakowa dziennikarzom i publicystom „za szczególne osiągnięcia w działalności na rzecz szkolnictwa wyższego, nauki oraz kultury i sztuki” (2018)[11]
- Nagroda w kategorii „najlepszy program kulturalny” dla programu Rzecz w kulturze (autorki: Alicja Popiel i Jolanta Buratowska-Palka) podczas 27. Przeglądu i Konkursu Dziennikarski Oddziałów Terenowych TVP (2021)[12]